# Palacio de los Cuevas Velasco
El palacio de los Cuevas Velasco se encuentra ubicado en la localidad de Espinosa de los Monteros, provincia de Burgos, comunidad de Castilla y León (España).
La construcción del palacio, atribuido a Juan Gómez de Mora, data de 1623, por iniciativa de don Pedro de Velasco y Bracamonte, mayordomo mayor del rey Felipe IV, a quien dicho rey le encargó la educación y custodia de su hijo ilegítimo Don Juan José de Austria, a quien don Pedro sirvió de ayo, y quien habría de residir en este palacio durante algunos años de su vida.
El nombre del palacio se toma del título de Marqués de las Cuevas de Velasco, que recibió el hijo de don Pedro de Velasco. Los marqueses de las Cuevas de Velasco, responden a una línea segundogénita de la Casa de Velasco, a través de los señores de la Revilla (ver condes de la Revilla), descendientes de un tío carnal del primer conde de Haro.
De marcada línea renacentista, el edificio se compone de vivienda y capilla anexa.
Se alternan en la construcción, los muros de mampostería y sillería, con elementos arquitectónicos muy bien trabajados, destacando especialmente la fachada principal que se encuentra en el interior del recinto, y la portada de la capilla dedicada al apóstol Santiago, cuya figura en traje de peregrino aparece en una hornacina central.
La decoración presenta clara influencia escurialense (estilo inspirado en elementos arquitectónicos de El Escorial, Real Monasterio construido entre 1563 y 1584).

## Escudos
Los escudos del muro que rodea el edificio son los clásicos de los Velasco, pero ovalados y con la cruz de la Orden de Santiago, a la que pertenecieron sus dueños.